# 前进镇站
前进镇站，位于中华人民共和国黑龙江省佳木斯市同江市前进农场，是福前铁路、前抚铁路上的火车站，建于1974年，哈尔滨铁路局佳木斯车务段管辖。本站曾因该站在经纬度上处于中国铁路最东点而被称为“东方第一站”，这一地位于2012年被新建的抚远站取代。

## 車站周邊
- 农村信用合作社前进信用社
- 中国邮政储蓄银行建三江前进农场支行
- 前进购物广场
- 中国邮政储蓄银行前进农场支行
- 同江前进客运站
- 建三江农垦区人民检察院前进检察室
- 前进地税局
- 黑龙江省前进农场街道办
- 中国建设银行前进农场支行
- 同江市前进国税局

## 歷史
- 建于1939年。

## 外部連結
- 中国铁路客户服务中心 （页面存档备份，存于）